# Wektor jednostkowy
Wersor – wektor o długości jeden, wskazujący kierunek i zwrot pewnego wektora początkowego, któremu ten wersor się przypisuje. Mnożenie wersora przez długość początkowego wektora odtwarza początkowy wektor.

## Definicja formalna
Niech {\displaystyle (X,\|\cdot \|)} będzie przestrzenią unormowaną. Wersorem {\displaystyle x^{\circ }} niezerowego wektora {\displaystyle x\in X} nazywamy wektor
{\displaystyle x^{\circ }={\frac {x}{\|x\|}}.}
Oczywiście {\displaystyle x^{\circ }\in \operatorname {lin} (x)} oraz {\displaystyle \|x^{\circ }\|=1.}
W przestrzeniach współrzędnych wersor danego wektora zachowuje jego kierunek oraz zwrot.

## Wersor osi
Wersorem osi nazywamy wektor długości (normie) 1 o kierunku i zwrocie zgodnym z pewną dodatnią półosią prostokątnego układu współrzędnych. Dla osi {\displaystyle OX,OY,OZ} oznacza się je tradycyjnie na kilka sposobów:
- symbolami {\displaystyle i,j,k,}
- {\displaystyle e_{1},e_{2},e_{3},}
- {\displaystyle e_{x},e_{y},e_{z},}
- {\displaystyle \varepsilon _{1},\varepsilon _{2},\varepsilon _{3}.}

## Przykłady
- W przestrzeni euklidesowej {\displaystyle \mathbb {R} ^{3}} ze zwykłym iloczynem skalarnym wersorem wektora {\displaystyle \mathbf {x} =\left[{\begin{smallmatrix}2\\3\\4\end{smallmatrix}}\right]} jest wektor {\displaystyle \mathbf {x} ^{\circ }={\frac {1}{\sqrt {2^{2}+3^{2}+4^{2}}}}\left[{\begin{smallmatrix}2\\3\\4\end{smallmatrix}}\right]=\left[{\begin{smallmatrix}{\frac {2}{\sqrt {29}}}\\{\frac {3}{\sqrt {29}}}\\{\frac {4}{\sqrt {29}}}\end{smallmatrix}}\right].}
- W przestrzeni {\displaystyle \mathbb {R} _{2}[X]} (tj. przestrzeni wielomianów stopnia nie większego niż 2 zmiennej rzeczywistej) z iloczynem skalarnym {\displaystyle \langle f,g\rangle =\int \limits _{-1}^{1}f(x)g(x)dx} i normą {\displaystyle \|f\|={\sqrt {\langle f,f\rangle }}} wersorem wektora {\displaystyle f(X)=X^{2}+X+1} jest wektor

{\displaystyle f^{\circ }(X)={\frac {X^{2}+X+1}{\sqrt {\int \limits _{-1}^{1}(X^{2}+X+1)(X^{2}+X+1)dX}}}={\frac {X^{2}+X+1}{\sqrt {\tfrac {22}{5}}}}={\sqrt {\tfrac {5}{22}}}X^{2}+{\sqrt {\tfrac {5}{22}}}X+{\sqrt {\tfrac {5}{22}}}.}